# Rivina humilis
Rivina humilis — вид квіткових рослин родини Petiveriaceae. Раніше він був віднесений до родини Phytolaccaceae .   В природних умовах зростає на півдні Сполучених Штатів, Карибському басейні, Центральній Америці та тропічній Південній Америці .  Видова назва на латині означає «карликовий» або «низький». 
Rivina humilis — це прямостояча, витка трав'яниста рослина  досягає у висоту 0,4—2 м (1,3—6,6 фут) .  Листки цього вічнозеленого багаторічника  мають довжину до 15 см (5,9 дюйм) широти і 9 см (3,5 дюйм), з черешком 1—11 см (0,39—4,33 дюйм)  довжини. Квітки зібрані в китиці. Чашолистки 1,5—3,5 мм (0,059—0,138 дюйм) довжиною, кольором від білого або зеленого до рожевого або фіолетового.  Плід — блискуча, яскраво-червона ягода

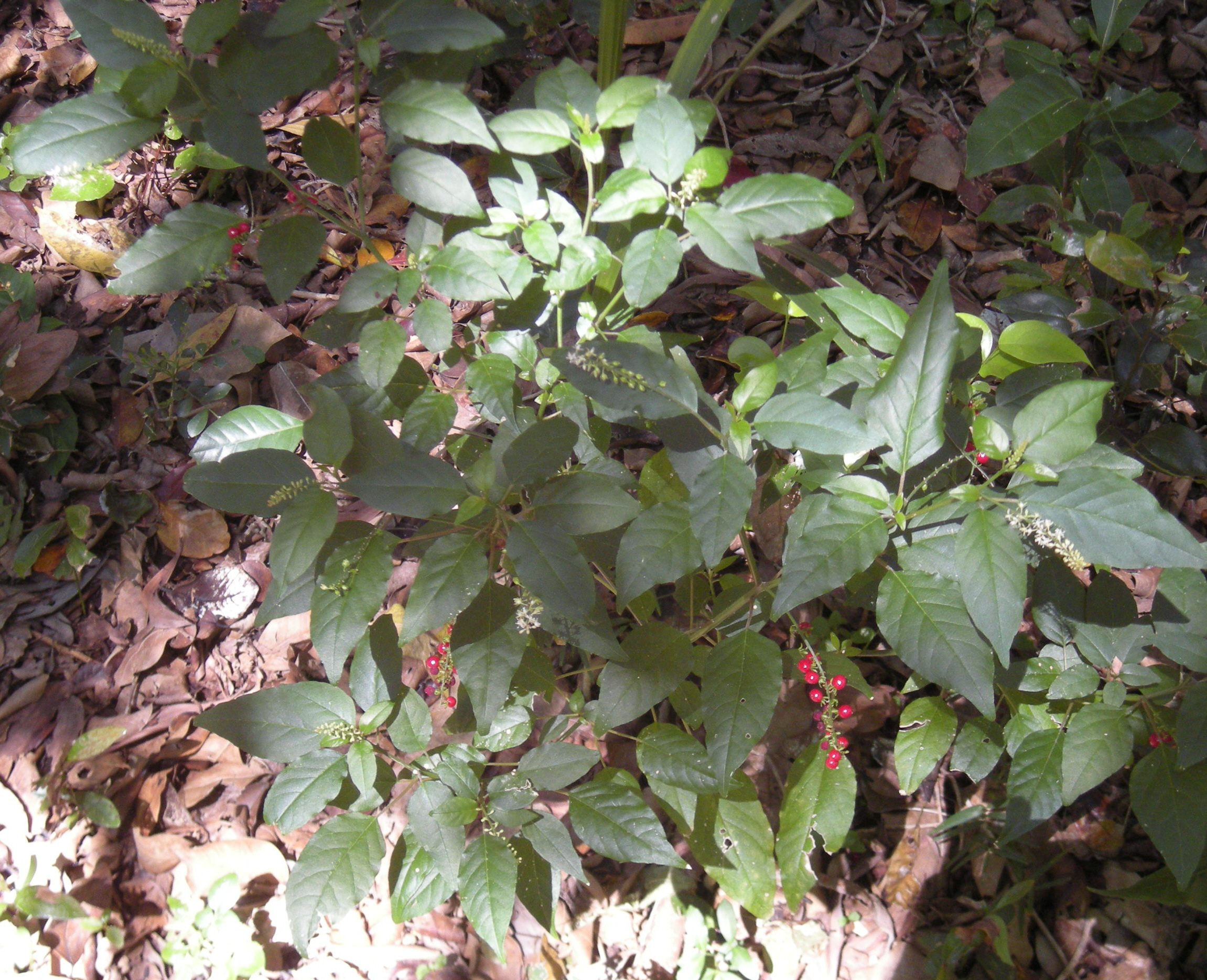
Рослина Rivina humilis з плодами та квітами.

## Середовище проживання
Rivina humilis можна знайти в лісах, хащах, узбіччях доріг і порушених ділянках на висоті від рівня моря до 1 700 м (5 600 фут) .  Добре переносить повну тінь, стійка  до солоних бризок і засолених ґрунтів . 

## Використання
Rivina humilis культивують як декоративну рослину в теплих регіонах по всьому світу  і цінують як тіньовитривалу грунтопокривну рослину .  Вирощується також як кімнатна рослина  і в теплицях . 
Сік з ягід свого часу використовувався як барвник і чорнило . Ягоди містять пігмент, відомий як рівіанін або рівініанін  Він дуже схожий на бетанін, пігмент, що міститься в буряках . Плід також містить бетаксантин гуміліксантин . 